# Ernst Wermke
Ernst Wermke (* 13. Juli 1893 in Königsberg i. Pr.; † 22. November 1987 in Heidelberg) war ein deutscher Bibliothekar und Bibliograph.

## Leben
Wermke besuchte in seiner Schulzeit das Königliche Hufengymnasium in Königsberg und nahm 1914–1918 am Ersten Weltkrieg, zuletzt als Offizier, teil. Er studierte anschließend an der Albertus-Universität Königsberg Geschichte und Klassische Philologie. 1920 wurde er in Königsberg zum Dr. phil. promoviert. 1921 wurde er Volontär und 1922 Bibliotheksassessor in der Universitätsbibliothek Marburg und an der Staats- und Universitätsbibliothek Königsberg. In Königsberg wurde er 1926 Bibliothekar und 1928 Erster Bibliotheksrat.
1931 erschien der Hauptband seines Lebenswerks Bibliographie zur Geschichte Ost- und Westpreußens. Jahrzehntelange Arbeit brachte sein Werk auf mehr als 47.000 Titel. Ab 1932 war Wermke Mitglied des staatlichen Prüfungsausschusses in Berlin. Durch sein Eintreten für den Nationalsozialismus wurde Wermke 1933 zum Direktor der Stadtbibliothek Breslau berufen. Auf dem Bibliothekstag 1934 trug er in einem Vortrag „Die deutschen Bibliotheken im Osten“ seine Ansichten zur Ostexpansion des Reiches vor und bezeichnete die Slawen als Urfeinde der Deutschen. Er übernahm dabei die nationalsozialistische Rhetorik, um die Bibliotheksarbeit vor „fremden Kultureinflüssen“ zu schützen. Die wissenschaftlichen Bibliotheken müssten sich „in den Dienst von Heimat und Volkstum, Blut und Boden“ stellen.
1942 wurde er Mitglied des Reichsbeirats für Bibliothekswesen in Berlin. Er nahm am Westfeldzug teil und wurde zum „Schutz“ der französischen Bibliotheken nach Paris abgeordnet. 1945 wurde er zum Oberst der Reserve befördert. 1950 aus sowjetischer Kriegsgefangenschaft entlassen, wurde Wermke 1952 zum Direktor der Bibliothek der Technischen Hochschule München berufen.

## Werke
- Friedrich August Gotthold und seine Bibliothek, in: Königsberger Beiträge. Festgabe zur 400jährigen Jubelfeier der Staats- und Universitätsbibliothek Königsberg, hrsg. von Carl Diesch. Königsberg 1929, S. 354–373.
- Die deutschen Bibliotheken im Osten. Zentralblatt für Bibliothekswesen 51 (1934), S. 471–487.
- Bibliographie der Geschichte von Ost- und Westpreußen bis 1929. Königsberg 1933 (Aalen 1962).
- Bibliographie der Geschichte von Ost- und Westpreußen 1930–1938. Aalen 1964.
- Bibliographie der Geschichte von Ost- und Westpreußen 1939–1942. Königsberg 1944 (fast ganz verloren).
- Bibliographie der Geschichte von Ost- und Westpreußen 1939–1970. Bonn 1974.
- Bibliographie der Geschichte von Ost- und Westpreußen 1971–1974. Marburg 1978.

## Ehrungen
- Kulturpreis der Landsmannschaft Ostpreußen (1977)
- Westpreußischer Kulturpreis (1979)